# From Other Worlds
 (octobre 2023).
Pour plus de détails, voir Fiche technique et Distribution.
From Other Worlds est un film américain de Barry Strugatz sorti en 2004 au cinéma.

## Fiche technique
- Titre : From Other Worlds
- Réalisation et scénario : Barry Strugatz
- Musique : Pierre Földes
- Directeur de la photographie : Morris Flam
- Casting : Jonathan Strauss
- Durée : 88 minutes
- Genre : Comédie ; science-fiction
- Pays :  États-Unis
- Dates de sortie en festival : 
  -  Brésil : Octobre 2004 (São Paulo International Film Festival)
  -  États-Unis : 
    - 29 octobre 2004 (Fort Lauderdale International Film Festival)
    - Décembre 2004 (Festival du film de Santa Fe)
    - 2005 (Sarasota Film Festival), (Marco Island Film Festival), (Dances with Film Festival), (Coney Island Film Festival)
    - 2006 (Maine International Film Festival)

  -  Pays-Bas : 2006 (Festival du film fantastique d'Amsterdam)
- Dates de sortie en salles : 
  -  États-Unis : 
    - 26 janvier 2007 (New York City, New York)

## Distribution
- Cara Buono : Joanne Schwartzbaum
- Isaach de Bankolé : Abraham
- David Lansbury : Brian Schwartzbaum
- Quinn Shephard : Linda Schwartzbaum
- Jonah Meyerson : Henry Schwartzbaum
- Robert Downey Sr. : Baker